# Ayman Abdel-Aziz
Ayman Abdel-Aziz (in arabo أيمن محمد عبدالعزي‎?; Governatorato di Sharqiyya, 28 novembre 1978) è un ex calciatore egiziano, di ruolo centrocampista.

## Carriera

### Club
Ha giocato nel campionato egiziano, turco e saudita.

### Nazionale
Con la maglia della Nazionale egiziana ha collezionato 25 presenze in cinque anni di militanza.